# Pieve di San Silvestro (Larciano)

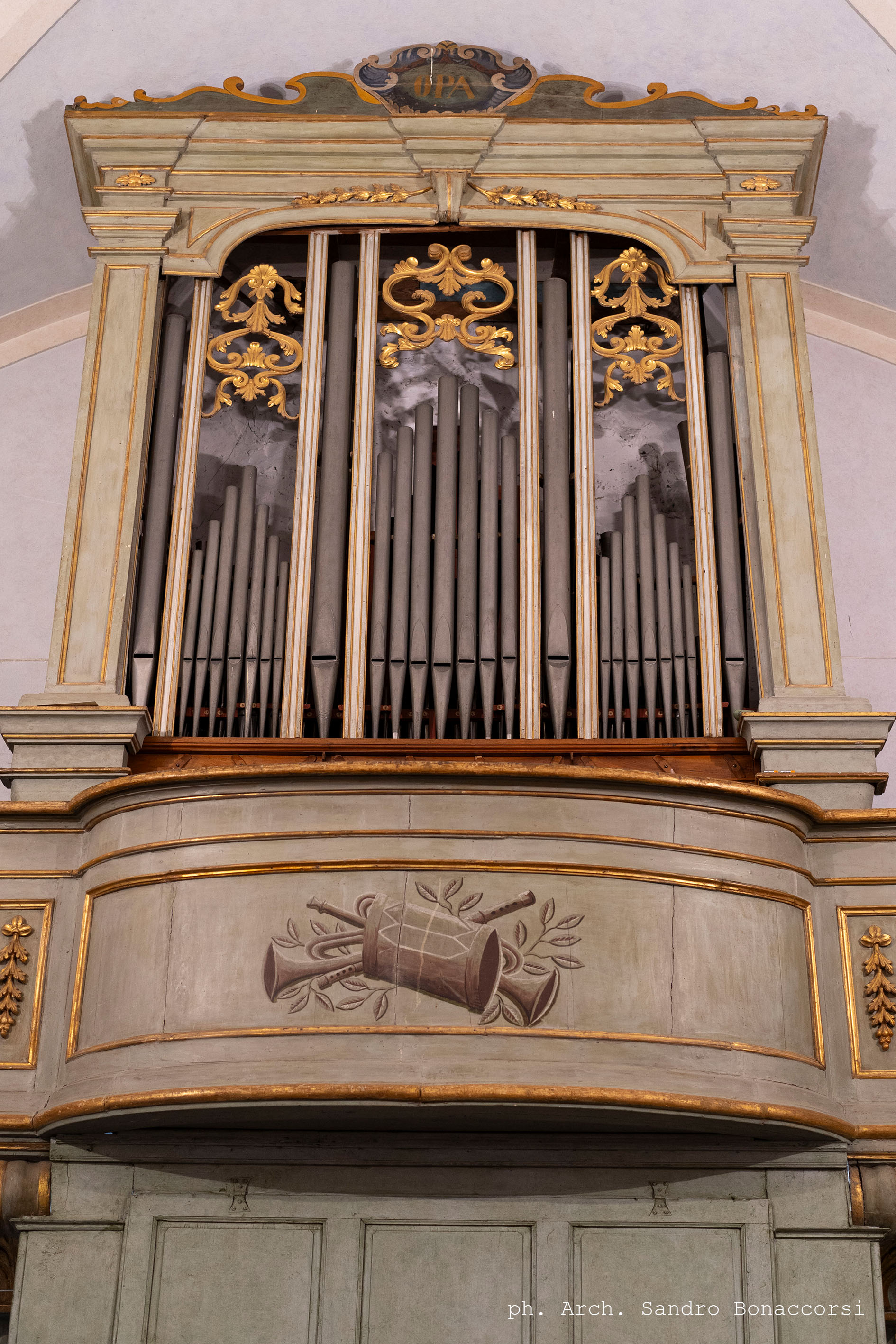
L'organo del XVI secolo

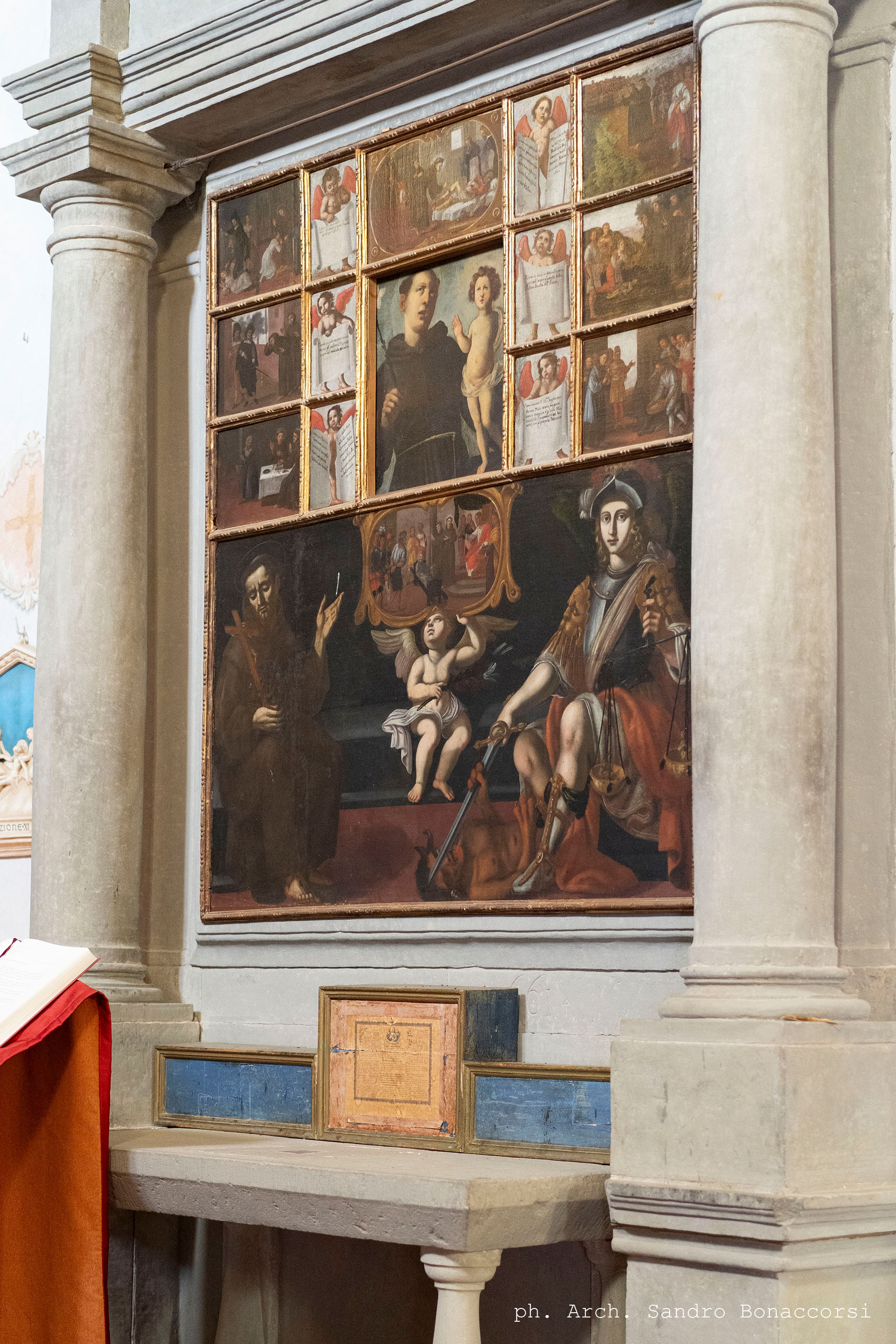
Pala con S.Antonio da Padova, S.Francesco e S.Michele Arcangelo

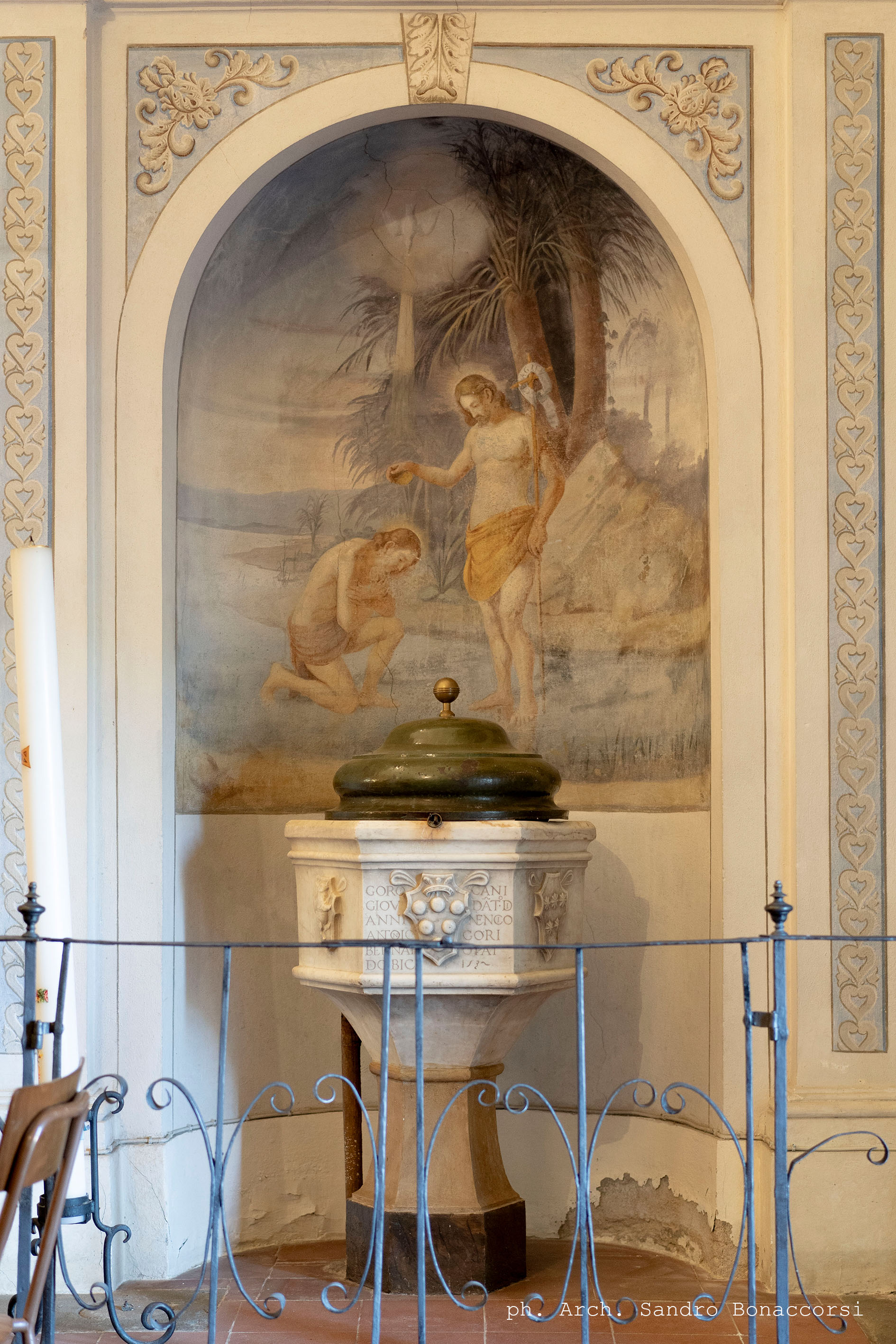
Fonte battesimale del 1532 - con lo stemma Mediceo

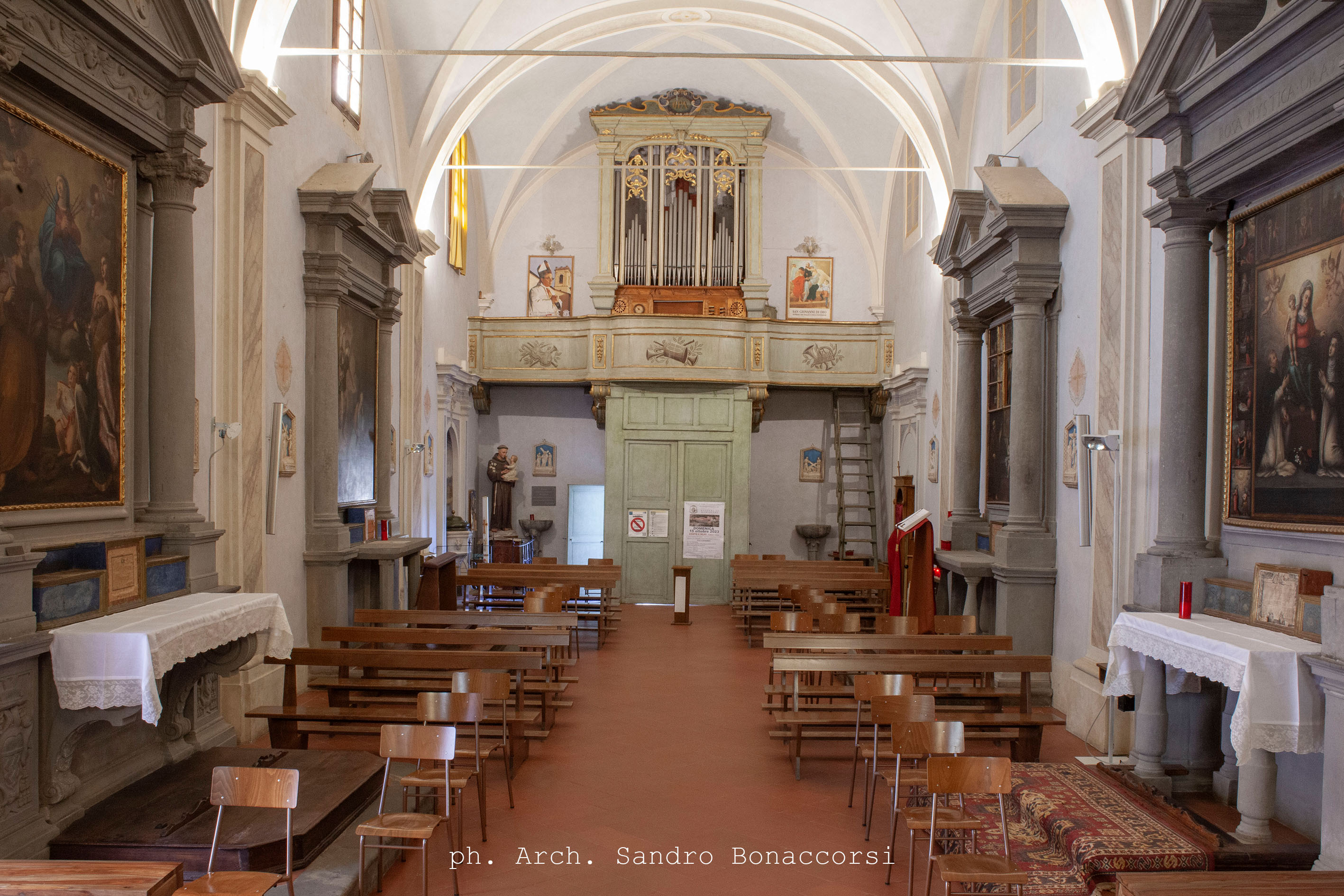
Vista interna della controfacciata

La pieve di San Silvestro è una pieve pistoiese dedicata a San Silvestro. La struttura si trova nel comune di Larciano e appartiene alla Diocesi di San Miniato.

## Descrizione
La suddetta chiesa è intitolata a S. Silvestro in relazione al fatto che, durante il suo pontificato nel IV secolo, i larcianesi si convertirono al cristianesimo e, nel momento in cui papa Silvestro morì e poco dopo fu santificato, il tempio pagano già trasformato in chiesa e dedicato a S. Martino, prese il nome di S. Silvestro. Questo avvalorerebbe l'ipotesi di un'origine molto antica dell'edificio cristiano, di cui però non sono rimaste tracce; ugualmente non sono presenti rintracciamenti di ricostruzioni successive in forme romaniche, ad eccezione di alcune strutture interne.
È un edificio di origine romanica, modificato nel corso del tempo. All'interno l'unica navata è stata allungata e l'abside demolita e sostituita con un transetto a croce latina e un'abside rettangolare. Sulla controfacciata si trova l'organo, forse il più antico della Valdinievole (XVI secolo– XVII secolo), con mostra in legno intagliato, dipinto e dorato. All'ingresso, due acquasantiere a pila del XVII secolo, quella di destra impostata su una colonna del XV secolo; dentro una nicchia, un bel fonte battesimale in marmo,di forma esagonale, sorretto da un piedistallo con fascia. Quest'ultimo reca lo stemma mediceo (quello antico di Larciano, il cinghiale) e quello della famiglia Gori che lo fece costruire, portando l’iscrizione con la data 1532. Alcuni sostengono, invece, che i Gori sarebbero gli operai della fabbrica, donatori dell’opera. Un dipinto curioso e interessante raffigura I miracoli di Sant'Antonio tra San Francesco e San Michele Arcangelo (1663). Al centro del coro, un dipinto ottocentesco con San Silvestro che battezza Costantino di Bartolomeo Valiani.
L’altare principale fu realizzato con pietra serena e stucco nel 1748, ma nel corso dei primi anni dell’Ottocento ha subito dei rifacimenti, portando alla luce il coro in legno di noce, situato ancora all’interno della chiesa. Sugli altari si trovano varie opere pittoriche, tra le quali una raffigura S. Antonio da Padova, S. Francesco e S. Michele Arcangelo e racchiude una pala con S. Antonio che regge Gesù bambino, un’altra mostra sette scene di miracoli del santo, divise da pannelli con piccoli putti che sorreggono un cartiglio. Sul retro si nota la seguente iscrizione: “questa tavola fu fatta di elemosine del popolo di Larciano a esortazione di Piero di Antonio di Vincenzo di Bartolo di Giovanni priore di Larciano l’anno della fondazione di questa offiziatura 1663”.